# Epidendrum nuriense
Epidendrum nuriense är en orkidéart som beskrevs av Germán Carnevali och Eric Hágsater. Epidendrum nuriense ingår i släktet Epidendrum och familjen orkidéer. Inga underarter finns listade i Catalogue of Life.